# Bill Lee (baseball, 1946)
Pour les articles homonymes, voir Bill Lee.
William Francis Lee III (né le 28 décembre 1946 à Burbank, Californie, États-Unis), surnommé Spaceman est un ancien lanceur des Ligues majeures de baseball ayant joué pour les Red Sox de Boston et les Expos de Montréal de 1969 à 1982.
Surnommé Spaceman (« l'homme de l'espace », en français), Bill Lee est connu pour son excentricité, sa personnalité flamboyante et ses déclarations controversées, ainsi que pour son appartenance à une certaine contre-culture, qui contribuèrent à en faire un favori des journalistes sportifs et des amateurs de baseball, tant à Boston qu'à Montréal. En 2013, à l'âge de 66 ans, Lee joue toujours au baseball dans une ligue du Vermont.
Bill Lee est la vedette du documentaire Spaceman: A Baseball Odyssey, paru en 2006, et l'auteur de quatre livres.

## Carrière

### Red Sox de Boston
Bill Lee est sélectionné par les Red Sox de Boston en 22e ronde du repêchage du baseball en 1968. Il fait ses débuts avec les Sox le 25 juin 1969 et sera utilisé presque exclusivement comme lanceur de relève au cours des quatre premières saisons de sa carrière. Durant cette période, il montre un dossier de 19 victoires et 11 défaites. En 1971, il présente une excellente moyenne de points mérités de 2,74 en 47 sorties.
En 1973, il est intégré à la rotation de lanceurs partants des Red Sox. Une saison de 17-11 et une moyenne de points mérités de 2,75 lui valent d'être invité au match des étoiles du baseball majeur pour la seule fois de sa carrière. Il n'aura cependant pas l'occasion d'être utilisé au cours de la partie d'étoiles.
En 1974 et 1975, il remporte à nouveau 17 gains par saison, présentant des dossiers de 17-15 et 17-9 pour Boston.
Au monticule, Bill Lee était connu pour son utilisation du lancer Eephus, un lancer rare dans laquelle la balle effectue une courbe lente et prononcée. Le lanceur renomme ce lancer Leephus pitch, en guise de jeu de mots, ou Spaceball, en référence au surnom que les médias lui ont attribué.
Le gaucher effectue deux départs durant la Série mondiale 1975 entre les Red Sox de Boston et les Reds de Cincinnati. Lors du match #2 de la série, il n'accorde qu'un seul point en huit manches de travail, mais les Reds inscrivent deux points contre la relève des Sox pour remporter le match 3-2. Lors de la 7e et ultime rencontre de cette Série mondiale, il blanchit les Reds jusqu'en sixième manche, soit jusqu'à ce qu'il serve à Tony Perez une balle Eephus que le frappeur enverra par-dessus le Monstre vert (l'imposante clôture du champ gauche du Fenway Park de Boston) pour un coup de circuit de deux points. Lee quittera la rencontre alors que les deux équipes sont à égalité 3-3, mais Cincinnati marquera une fois de plus contre un lanceur de relève pour remporter la partie, et la Série mondiale.
En 1976, Lee est tenu à l'écart du jeu en raison d'une blessure à l'épaule gauche, conséquence d'une bagarre sur le terrain lors du match du 20 mai contre les Yankees de New York. Le lanceur blâmera le joueur de troisième but Graig Nettles, des Yankees, pour cette blessure. Mais après avoir visionné la bande vidéo de la rencontre, il se ravisera et présentera ses excuses. Il s'en prendra par contre au gérant des Yankees, Billy Martin, qu'il accuse d'encourager ses joueurs à la confrontation.
Avec un dossier de 5-7 en 24 présences, dont seulement 14 départs, Lee présente en 1976 sa première fiche perdante depuis sa saison recrue, où son rendement avait été de 1-3.
Bill Lee signe une fiche de 9-5 en 1977, puis de 10-10 en 1978. Au cours de cette dernière saison, il entretient un conflit avec le gérant de l'équipe, Don Zimmer, dont la personnalité plus conservatrice tranche avec celle du coloré lanceur des Sox. Dans le but de provoquer Zimmer, Lee et quelques coéquipiers forment un groupe qui se baptise The Buffalo Heads. Lee nargue publiquement Zimmer en le surnommant « La gerboise de service » (The Designated Gerbil ). Les tiraillements internes minent l'esprit d'équipe. Le gérant relègue Bill Lee à l'enclos de relève et refuse de lui confier la balle lors d'un important match contre les Yankees en fin de saison, alors que les deux clubs se livrent une chaude lutte pour le championnat de leur division. Éventuellement, Don Zimmer convaincra la direction de l'équipe de se départir des services des trouble-fêtes, comme Bernie Carbo et Ferguson Jenkins, futur membre du Temple de la renommée du baseball. Bill Lee sera quant à lui échangé aux Expos de Montréal contre le joueur d'avant-champ Stan Papi, le 7 décembre 1978.
Lee a remporté 94 parties dans l'uniforme bostonnais. Il a été intronisé au Temple de la renommée des Red Sox de Boston en 2008.

### Expos de Montréal

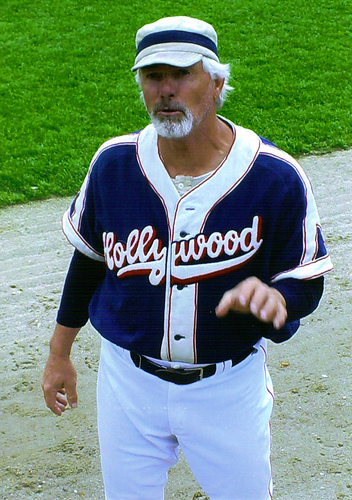
Bill Lee en 2009 avec les Oil Can Boyd's Traveling All-Stars.

Lee fait des débuts remarqués à Montréal en 1979, remportant 16 victoires, son plus haut total en quatre ans, avec une moyenne de points mérités de 3,04.
Il joue quatre saisons avec les Expos, et sera surtout utilisé en relève lors des deux dernières. Son dossier avec Montréal sera de 25-22.
Il est libéré par l'équipe après le 9 mai 1982, après avoir critiqué la direction du club de s'être départi de son ami et joueur de deuxième but Rodney Scott. Frustré par cette décision, Lee décide en plein milieu d'un match de sortir à la Brasserie 77, une taverne de la rue Hochelaga situé à un jet de pierres du Stade Olympique de Montréal. Accompagné de Terry Mosher, alias Aislin, le caricaturiste du journal The Gazette, Lee, toujours vêtu de son uniforme des Expos, joue au billard et surveille le match sur un écran de télévision. Il boit quatre bières et retourne au stade en huitième manche au cas où l'on aurait besoin de lui,. Il ne réintègrera jamais les Expos et son dernier match dans le baseball majeur est joué le 7 mai 1982. Lee avait une mauvaise relation avec Jim Fanning, le gérant des Expos en 1981 et 1982 qui l'a déjà invité à se battre dans le vestiaire.

## Personnalité
L'excentricité démontrée par Bill Lee lui ont valu le surnom Spaceman (l'homme de l'espace), qui le suit encore aujourd'hui, plus d'un quart de siècle après la fin de sa carrière professionnelle.
Il était un favori des journalistes sportifs, qui pouvaient compter sur Lee pour parler sans détours et y aller de déclarations surprenantes, parfois carrément bizarres, sur différents sujets.
Le lanceur a souvent exprimé son admiration pour la Chine maoïste, qu'il avait visité une fois, s'est prononcé en faveur du contrôle des naissances et a publiquement supporté Greenpeace. Lee discutait également volontiers de sa pratique du yoga.
Bill Lee a déjà déclaré que son habitude de consommer marijuana l'empêchait d'être affecté par la pollution causée par les autobus de la ville de Boston lorsqu'il pratiquait son jogging. En 1979, Lee doit payer une amende de 250 dollars imposée par le commissaire du baseball Bowie Kuhn après avoir déclaré durant une interview au camp d'entraînement précédent qu'il consommait de la marijuana depuis 1968 en la saupoudrant sur des crêpes de sarrasin biologique. Lee critique Kuhn, qui l'intime de ne plus parler de drogue à l'avenir dans les médias, et reçoit l'appui de l'Union américaine pour les libertés civiles lorsqu'il conteste, avec le concours du syndicat des joueurs, ce qu'il croit être une violation du premier amendement de la Constitution des États-Unis qui protège la liberté d'expression. Lee finit par payer 251 dollars à un organisme de charité. En juillet 1980, il apparaît à la une de High Times magazine consacré au cannabis.
Plutôt progressiste dans ses idées sur la société ou la politique, Lee était en revanche un ardent partisan du respect de la tradition dans le domaine du baseball. Il a souvent critiqué l'usage de plus en plus répandu du gazon artificiel dans les stades nord-américains, s'opposait à la règle du frappeur désigné et vantait les mérites des programmes-doubles et des matchs disputés en après-midi, comme ceux joués à l'époque où les stades n'étaient pas équipés de réflecteurs pour les parties en soirée.
Habituellement respecté par ses coéquipiers, dont il n'hésitait pas à prendre la défense en cas de besoin, Bill Lee ne s'est cependant pas fait que des amis. Des guerres ouvertes avec la direction des Red Sox et des Expos ont amené les deux équipes à se départir de ses services.
En 1975, pendant les Séries mondiales, il s'en est pris publiquement à l'arbitre Larry Barnett pour une décision controversée rendue par celui-ci au cours du match entre Boston et Cincinnati. Estimant que le gérant des Red Sox, Darrell Johnson, n'avait pas argumenté suffisamment, Lee déclara qu'il n'aurait pas hésité à arracher l'oreille de l'arbitre avec ses dents (« I'd had bitten him his ear off. I'd have Van Gogh'ed him. ») et déclara aux journalistes qu'il encourageait les Américains à écrire massivement pour réclamer que la partie soit rejouée.

## Politique
En 1988, Bill Lee s'est présenté comme candidat au poste de président des États-Unis sous la bannière du Parti Rhinocéros, pourtant un parti canadien. Son slogan était No guns. No butter. Both can kill. (Pas de fusils. Pas de beurre. Les deux peuvent tuer.)
Sous la bannière du Liberty Union Party (LUP), une formation politique de gauche radicale, Bill Lee est candidat au poste de gouverneur du Vermont à l'élection de 2016. La plateforme électorale de Lee, qui se décrit depuis longtemps comme socialiste, inclut la légalisation du cannabis, l'appui à une assurance santé universelle, l'« élimination des frontières ». Il reçoit 8 912 votes (2,78 % des voix).

## Après le baseball majeur
En 2007, Lee a fait partie des Oil Can Boyd's Traveling All-Stars, une équipe de baseball composée d'anciens joueurs qui fut créée par l'ancien lanceur des majeures Dennis "Oil Can" Boyd dans le but de faire mieux connaître l'héritage de la Ligue des Noirs aux États-Unis.
En 2010, à l'âge de 63 ans, il dispute un match pour les Rox de Brockton, un club de baseball indépendant de la Ligue Can-Am,,.
Le 23 août 2012, Bill Lee devient à 65 ans le lanceur le plus âgé de l'histoire à gagner un match de baseball professionnel lorsqu'il lance en Californie un match complet dans une victoire de 9-4 des Pacifics de San Rafael sur le club Na Koa Ikaika Maui (une équipe d'Hawaii) dans un match de la Pacific Association, une ligue de baseball indépendant. La balle rapide de Lee est à cette occasion chronométrée à 70 mille par heure.
En date de 2013 et à l'âge de 66 ans, Bill Lee joue toujours au baseball dans une ligue senior du Vermont avec le club des Cardinals de Burlington. Bill Lee habite depuis un quart de siècle l'État américain du Vermont et en 2013 réside à Craftsbury,.

## Cinéma, télévision et radio
Bill Lee est au centre du documentaire intitulé Spaceman: A Baseball Odyssey. Paru en 2006, le film des réalisateurs Brett Rapkin et Josh Dixon suit l'ancien joueur lors d'un voyage à Cuba. En 2011, une campagne sur Kickstarter avait pour but de financer une adaptation pour le cinéma du livre Have Glove, Will Travel, écrit par Lee.
Depuis les années 1990 et encore en date de 2016, Bill Lee est un invité occasionnel de l'animateur Mitch Melnick dans son émission Melnick in the Afternoon diffusé à la station de radio TSN 690 de Montréal. Il apparaît dans un segment de l'émission appelé Answers From Space (Réponses de l'espace).
Lee est également apparu dans la série télévisée Baseball, de Ken Burns, diffusée pour la première fois en 1994.
En 2024, il joue un joueur de baseball amateur dans le film Eephus, le dernier tour de piste.

## Livres
Bill Lee est coauteur de quatre livres :
- (en) Bill Lee et Dick Lally, The wrong stuff, New York, Viking Press, 1984 (ISBN 0-670-76724-7)
- (en) Bill Lee et Jim Prime, The little Red (Sox) book : a revisionist Red Sox history, Chicago, Triumph Books, 2003 (ISBN 1-57243-527-5)
- (en) Bill Lee et Richard Lally, Have glove, will travel : adventures of a baseball vagabond, New York, Crown, 2005 (ISBN 1-4000-5407-9)
- (en) Bill Lee et Jim Prime, Baseball Eccentrics : The Most Entertaining, Outrageous, and Unforgettable Characters in the Game, Chicago, Ill, Triumph Books, 2007, 206 p. (ISBN 978-1-57243-953-5 et 1-57243-953-X)

## Dans la culture populaire
Bill Lee est un fan avoué du chanteur américain Warren Zevon qui, en guise de remerciement, composa une chanson intitulée Bill Lee, qui apparut en 1980 sur son album Bad Luck Streak in Dancing School.
En 2007, la brasserie Magic Hat Brewing Company de South Burlington dans le Vermont crée une bière appelée Spaceman Ale en son honneur.

## Citations
- « Je suis fâché contre Hank Aaron pour avoir décidé de jouer une saison de plus. J'étais le lanceur qui lui a donné son dernier circuit et je pensais qu'on se rappellerait de moi pour toujours. Maintenant, je vais devoir lui en donner un autre. »

- « La plupart des managers étaient des frappeurs de ,220. Pendant des années, les lanceurs les ont retirés 75 % du temps. C'est la raison pour laquelle maintenant ils ne nous aiment pas. »

- « Si la gelée KY était retirée du marché, tout le personnel de lanceurs des Angels de la Californie serait jeté hors du baseball. »

- « Prenez une équipe avec vingt-cinq trous du cul et je vais vous montrer un championnat. Je vais vous montrer les Yankees de New York. »

- « Je leur ai dit que je saupoudrais de la marijuana sur mes crêpes organiques au sarrasin, puis que lorsque je courais cinq miles jusqu'au stade ça me rendait insensible aux gaz d'échappement des autobus. Voici quand (le commissaire du baseball) Bowie Kuhn a retiré mon nom de sa liste de cadeaux de Noël. »

- À propos de son entrée en 2008 au Temple de la renommée des Red Sox : « Hurst est entré avant moi. Il a moins de victoires, plus de défaites, une moyenne de points mérités un point plus élevée. C'est 10 ans trop tard, en ce qui me concerne. Ils me prennent pour quoi ? Du foie tranché ? »

- « Vous devez entrer dans un stade de baseball de la même manière dont vous entrez dans une église. »

- « Je ramènerais le gazon naturel et la bière à cinq cents. Le baseball est le nombril de notre société. Redressez le baseball, et vous avez redressé le reste du monde. »